# Gotthilf Heinrich von Schubert
Gotthilf Heinrich von Schubert, född 26 april 1780 i Hohenstein, död 30 juni 1860 nära München, var en tysk filosof, läkare och naturforskare.
von Schubert blev professor i naturhistoria i Erlangen 1819 och i München 1827. Han anslöt sig till den schellingska naturfilosofin, men upplevde sedan inflytande från Jacob Böhme, Louis Claude de Saint-Martin och andra mystiker. Han utgav en mängd skrifter, i vilka han sökte belysa naturföreteelserna genom sin mystiskt religiösa livsuppfattning, varjämte han särskild intresserade sig för drömmarna och andra yttringar av själslivets "nattsida".
Hans arbeten Ansichten von der Nachtseite der Naturwissenschaft (1808) och Symbolik des Traums (1814, "Drömmarnas symbolik", 1820) var mycket lästa och av inte ringa betydelse för den samtida litteraturen och psykologiska uppfattningen. Som hans huvudarbete bör man betrakta Die Geschichte der Seele (1830). Schuberts Vermischte Schriften utgavs 1857-60. Av intresse för historien om tidens andliga rörelser är Schuberts Selbstbiographie (2 band, 1854-56). Av von Schuberts verk finns på svenska "Skildringar ur livet" (1843-44) och "Sagor och berättelser för barn" (1884).